# Cúp bóng đá U-17 nữ châu Á 2022
Cúp bóng đá U-17 nữ châu Á 2022 ban đầu được tổ chức như là lần thứ 9 của Cúp bóng đá U-17 nữ châu Á (bao gồm các lần tổ chức trước của Giải vô địch bóng đá nữ U-17 châu Á và Giải vô địch bóng đá nữ U-16 châu Á), giải vô địch bóng đá trẻ quốc tế hai năm một lần do Liên đoàn bóng đá châu Á (AFC) tổ chức cho các đội tuyển quốc gia nữ dưới 17 tuổi của châu Á, trước khi bị hủy do đại dịch COVID-19.
Bắt đầu từ năm 2022, AFC đã đồng ý với đề xuất chuyển giải đấu từ U-16 sang U-17. Hơn nữa, giải đấu cũng được đổi tên từ "AFC U-16 Women's Championship" (Giải vô địch bóng đá nữ U-16 châu Á) thành "AFC U-17 Women's Asian Cup" (Cúp bóng đá U-17 nữ châu Á). Giải đấu dự kiến được tổ chức tại Indonesia từ ngày 9 đến 22 tháng 5 năm 2022. Tổng cộng có tám đội tham gia giải đấu.
AFC thông báo hủy giải đấu vào ngày 5 tháng 7 năm 2021, để lại quyền đăng cai Cúp bóng đá U-17 nữ châu Á 2024 cho Indonesia. Nhật Bản sẽ là đương kim vô địch.
Ngoài Ấn Độ (chủ nhà), hai đội đứng đầu giải đấu sẽ đủ điều kiện tham dự Giải vô địch bóng đá nữ U-17 thế giới 2021 tại Ấn Độ, trước khi giải đấu đó bị hủy bỏ. Ba đội này - Ấn Độ (chủ nhà), Nhật Bản và Triều Tiên - đã đủ điều kiện tham dự Giải vô địch bóng đá nữ U-17 thế giới 2022. Tuy nhiên, sau đó AFC đã thông báo rằng Trung Quốc sẽ thay thế Triều Tiên trở thành một trong những đại diện của AFC.

## Vòng loại
Nước chủ nhà và ba đội đứng đầu của giải đấu trước đó vào năm Giải vô địch bóng đá nữ U-17 châu Á 2019 đã tự động đủ điều kiện, trong khi bốn đội còn lại sẽ được quyết định bằng vòng loại. Sẽ có hai vòng đấu loại, với vòng đầu tiên dự kiến diễn ra từ ngày 18 đến ngày 26 tháng 9 năm 2021 và vòng thứ hai dự kiến diễn ra từ ngày 8 đến ngày 12 tháng 12 năm 2021.

### Các đội vượt qua vòng loại
Các đội sau đây đã đủ điều kiện tham dự giải đấu.
| Đội tuyển         | Tư cách tham dự | Số lần tham dự | Thành tích tốt nhất              |
| ----------------- | --------------- | -------------- | -------------------------------- |
| Indonesia         | Chủ nhà         | 2              | Vòng bảng (2005)                 |
| Nhật Bản          | Vô địch 2019    | 9              | Vô địch (2005, 2011, 2013, 2019) |
| CHDCND Triều Tiên | Á quân2019      | 8              | Vô địch (2007, 2015, 2017)       |
| Trung Quốc        | Hạng ba 2019    | 9              | Á quân (2005)                    |

## Các đội tuyển đủ điều kiện tham dự Giải vô địch bóng đá nữ U-17 thế giới
Ba đội sau đây từ AFC đã đủ điều kiện tham dự Giải vô địch bóng đá nữ U-17 thế giới 2022, bao gồm cả Ấn Độ, đội đã đủ điều kiện tự động với tư cách là chủ nhà.
Ngày 16 tháng 3 năm 2022, AFC thông báo rằng Trung Quốc sẽ thay thế Triều Tiên trở thành một trong những đại diện của AFC.
Vào ngày 16 tháng 8 năm 2022, có thông báo rằng Liên đoàn bóng đá Ấn Độ (AIFF) đã bị FIFA đình chỉ do chịu ảnh hưởng không chính đáng từ bên thứ ba. Do đó Ấn Độ đã bị tước quyền đăng cai Giải vô địch bóng đá nữ U-17 thế giới 2022, vì FIFA có kế hoạch đánh giá các bước tiếp theo khi đăng cai giải đấu. Vào ngày 27 tháng 8, FIFA đã dỡ bỏ lệnh đình chỉ, do đó đã trao lại quyền đăng cai cho Ấn Độ.
| Đội tuyển  | Ngày vượt qua vòng loại | Số lần tham dự trước đây tại Giải vô địch bóng đá nữ U-17 thế giới1 |
| ---------- | ----------------------- | ------------------------------------------------------------------- |
| Ấn Độ      | 15 tháng 3 năm 2019     | 0 (lần đầu)                                                         |
| Nhật Bản   | 25 tháng 9 năm 2019     | 6 (2008, 2010, 2012, 2014, 2016, 2018)                              |
| Trung Quốc | 16 tháng 3 năm 2022     | 2 (2012, 2014)                                                      |

1 Chữ đậm chỉ đội vô địch năm đó. Chữ nghiêng chỉ đội chủ nhà năm đó.